# البلعقة (البريمي)
البلعقة منطقة سكنية تقع في ولاية البريمي، التابعة لمحافظة البريمي في سلطنة عمان. يقدر عدد سكانها بـ 8 نسمة حسب إحصاء عام 2010 التابع للمركز الوطني للإحصاء والمعلومات الحكومي. رمز المنطقة هو 40120493.

## الوصلات الخارجية
- المركز الوطني للإحصاء والمعلومات، سلطنة عمان